# Verde es Popular
Verde es Popular (en italiano: Verde è Popolare, abreviado VèP) fue un partido político de ideología popular y verde de Italia, fundado en 2021 y liderado por Gianfranco Rotondi.

## Historia
De cara a las elecciones municipales de 2021, el diputado democristiano Gianfranco Rotondi optó por separarse de la coalición de centroderecha y apoyar al alcalde saliente de Milán Giuseppe Sala, de centroizquierda, como ya había hecho en las elecciones de 2016. En julio de 2021, tras la constitución de Europa Verde (EV), presentó junto a la exdiputada verde Paola Balducci una nueva asociación de inspiración ecologista: Verde es Popular (VèP). Esta se constituyó como partido el 26 de septiembre siguiente, asumiendo Rotondi el cargo de presidente y Balducci el de portavoz.
De cara a las elecciones generales de 2022, Rotondi anunció que VèP apoyaría a Giorgia Meloni, presentándose  a la Cámara de Diputados en la circunscripción uninominal Campania 2 - 04 (Avellino) por la coalición de centroderecha y en tercera posición en la lista de Hermanos de Italia (FdI) en la circunscripción plurinominal Sicilia 2 - 03. Mientras tanto, VèP obtuvo también el apoyo del Partido del Valor Humano (PVU). Rotondi fue elegido en la circunscripción uninominal con el 32,91%, equivalente a 60.663 votos, superando a su oponente de centroizquierda Maurizio Petracca por 5.000 votos (30,01%) y al candidato del Movimiento 5 Estrellas (M5S) Michele Gubitosa (25,88%).
A finales de octubre de 2023, Rotondi anunció el regreso de la Democracia Cristiana con la mención "Democrazia Cristiana con Rotondi" (DCR), para evitar confusiones con otras experiencias que remiten al antiguo partido. Además de la presentación del nuevo símbolo del partido, se confirmó el anunciado pacto federativo con el Nuevo PSI de Stefano Caldoro.